# Zhī Qiān
Zhī Qiān (支謙, Wade-Giles: Chih-ch'ien, giapponese: Shi Ken; Luoyang, II secolo – Nanchino, III secolo) è stato un monaco buddhista e traduttore kushan, traduttore di testi dal sanscrito al cinese.
Zhī Qiān fu uno studioso poliglotta (le Cronache monastiche attestano che parlava sei lingue), di origini Kushan, discendente di una famiglia che si era stabilita in Cina verso la metà del I secolo a Luoyang (capitale della Dinastia Han Orientali, 25-220).  Nel 220, Luoyang divenne la capitale del Regno di Wei (220-265), uno dei Tre regni in cui era suddivisa la Cina dopo il crollo della dinastia imperiale. Così Zhiqian si trasferisce, pochi anni dopo e con tutta la famiglia, a Nanchino, capitale del regno di Wu (222-280). A Nanchino Zhi Qian iniziò la sua opera di traduzione. Nel Canone buddista cinese gli vengono attribuite circa 50 traduzioni. Le più importanti riguardano:
- Aṣṭasāhasrikāprajñāpāramitāsūtra (Sutra della saggezza trascendente in ottomila stanze, 大明度經, pinyin: Dàmíngdù jīng, giapp. Daimyōdo kyō), tradotto da Lokakṣema nel II secolo ma  poi tradotto nuovamente da Zhiqian nel 225 (T.D. 225, è conservato nel Bōrěbù).
- Vimalakīrtinirdeśasūtra (L'insegnamento di Vimalakirti, 維摩詰經 pinyin Weimojie jing, T.D. 474.14.519-536) in due fascicoli è conservato nel Jīngjíbù.
- Sukhāvatī-vyūha-sūtra (Sutra della vita infinita, 無量壽經, pinyin Wúliángshòu jīng, giapp. Muryōju kyō), conservato nel Bǎojībù, diverrà uno dei tre testi fondamentali delle scuole della Terra Pura.